# Sunji, Anhui
Sunji (kinesiska: 孙集) är en köping i östra Kina. Den ligger i Lixin härad i staden Bozhou i provinsen Anhui,  omkring 190 kilometer nordväst om provinshuvudstaden Hefei. Antalet invånare är 34670. Befolkningen består av 17 897 kvinnor och 16 773 män. Barn under 15 år utgör 26,0 %, vuxna 15-64 år 63 %, och äldre över 65 år 9,0 %.